# Ihr, die ihr euch von Christo nennet
Ihr, die ihr euch von Christo nennet, BWV 164, ist eine Kirchenkantate von Johann Sebastian Bach, geschrieben 1725 in Leipzig für den 13. Sonntag nach Trinitatis, den 26. August 1725.

## Geschichte und Text
Bach schrieb die Kantate in seinem dritten Jahr in Leipzig für den 13. Sonntag nach Trinitatis, den 26. August 1725. Er vertonte einen Kantatentext, den Salomon Franck bereits in Weimar 1715 in Evangelisches Andachts-Opffer veröffentlicht hatte. Ähnlich war er zuvor in Tue Rechnung! Donnerwort, BWV 168, verfahren.
Die vorgeschriebenen Lesungen sind Gal 3,15–22  und Lk 10,23–37 , das Gleichnis vom barmherzigen Samariter. Die Nächstenliebe ist in dieser Kantate das vorherrschende Thema, während in den Texten der beiden Vorjahre, Du sollt Gott, deinen Herren, lieben und Allein zu dir, Herr Jesu Christ, die Gleichwertigkeit von Gottes- und Nächstenliebe betont wurde. Der Schlusschoral ist die fünfte und letzte Strophe von Herr Christ, der einig Gotts Sohn von Elisabeth Creutziger (1524).

## Besetzung and Struktur
Wie in einigen anderen Kantaten auf Texte von Franck ist die Kantate kammermusikalisch besetzt, nur der Schlusschoral ist vierstimmig. Mit vier Vokalsolisten, Sopran, Alt, Tenor und Bass, musizieren zwei Flöten, zwei Oboen, zwei Violinen, Viola, und Basso continuo.
1. Aria (Tenor, Streicher): Ihr, die ihr euch von Christo nennet
2. Recitativo (Bass): Wir hören zwar, was selbst die Liebe spricht
3. Aria (Alt, Flöten): Nur durch Lieb und durch Erbarmen
4. Recitativo (Tenor, Streicher): Ach, schmelze doch durch deinen Liebesstrahl
5. Aria (Soprano, Bass, Flöten, Oboen, Streicher): Händen, die sich nicht verschließen
6. Choral: Ertöt uns durch dein Güte

## Musik
Die Musik für die vier Vokalsolisten ist im Wesentlichen Kammermusik. Die Form der drei Arien weicht von der üblichen Da-capo-Arie ab. In der Tenor-Arie entwickeln Singstimme und Streicher das gleiche thematische Material in der Form A –B – A' – B'. In der Alt-Arie, begleitet von Seufzermotiven der Flöten, wird nicht der erste, sondern abgewandelt der zweite Teil wiederholt, A – B – B'. Im Duett formt Bach ein Quartett von Singstimmen, unisono spielenden hohen Instrumenten und Continuo. Der Text wird in drei Abschnitten vorgetragen und in einem vierten zusammengefasst, der den ersten wieder aufgreift. Der Schlusschoral ist ein schlichter vierstimmiger Satz.

## Einspielungen
LP/CD
- Die Bachkantate Vol. 49. Helmuth Rilling, Gächinger Kantorei, Bach-Collegium Stuttgart, Edith Wiens, Julia Hamari, Lutz-Michael Harder, Walter Heldwein. Hänssler, 1982.
- J. S. Bach: Das Kantatenwerk - Sacred Cantatas Vol. 9. Gustav Leonhardt, Tölzer Knabenchor, Collegium Vocale Gent, Leonhardt-Consort, Solist des Tölzer Knabenchors, Edith Wiens, Paul Esswood, Kurt Equiluz, Max van Egmond. Teldec, 1987.
- Bach Cantatas Vol. 6. John Eliot Gardiner, Monteverdi Choir, English Baroque Soloists, Gillian Keith, Nathalie Stutzmann, Christoph Genz, Jonathan Brown. Soli Deo Gloria, 2000.
- J. S. Bach: Complete Cantatas Vol. 18. Ton Koopman, Amsterdam Baroque Orchestra & Choir, Johannette Zomer, Bogna Bartosz, Christoph Prégardien, Klaus Mertens. Antoine Marchand, 2002.
- J. S. Bach: Cantatas for the Complete Liturgical Year, Vol. 5. Sigiswald Kuijken, La Petite Bande, Gerlinde Sämann, Petra Noskaiová, Jan Kobow, Dominik Wörner. Accent, 2006.
- J.S. Bach: Cantatas, Vol. 40. Masaaki Suzuki, Bach Collegium Japan, Yukari Nonoshita, Robin Blaze, Makoto Sakurada, Peter Kooij. BIS, 2007.

DVD
- Johann Sebastian Bach: Ihr, die ihr euch von Christo nennet. Kantate BWV 164. Rudolf Lutz, Orchester der J. S. Bach-Stiftung, Monika Mauch (Sopran), Jan Börner (Altus), Jakob Pilgram (Tenor), Markus Volpert (Bass). Samt Einführungsworkshop sowie Reflexion von Karen Horn. Gallus Media, 2017.[3]